# Gigantogryllacris rhodocnemis
Gigantogryllacris rhodocnemis is een rechtvleugelig insect uit de familie Gryllacrididae. De wetenschappelijke naam van deze soort is voor het eerst geldig gepubliceerd in 1929 door Karny.